# Paul Hahn
Paul Gustav Hahn (né le 5 avril 1883 à Obertürkheim, mort le 2 avril 1952 à Stuttgart) est un officier de l'armée wurtembergeoise et de la police de l'État libre populaire de Wurtemberg, peintre et designer allemand.

## Biographie
Fils d'un serrurier, il passe sa jeunesse à Esslingen am Neckar. De 1897 à 1902, il va à l'école préparatoire (de) à Nürtingen puis devient professeur en 1907. La même année, il entre à l'académie d'État des beaux-arts de Stuttgart (de). Après l'obtention du diplôme, il ouvre un atelier en 1911. Il fait partie de l'Association d'art de Stuttgart (de) et travaille comme affichiste.
Au début de la Première Guerre mondiale, Hahn est volontaire dans le 25e régiment d'infanterie (de) (Ludwigsbourg). Il est gravement blessé en 1915. Après une promotion au grade de lieutenant dans la cavalerie de la Landwehr le 22 août 1916, il est transféré en juin 1917 dans le 475e régiment d'infanterie du Wurtemberg. Après une autre blessure et un séjour à l'hôpital, il fait partie du bataillon de réserve d'Isny im Allgäu et est élu au conseil des soldats le 9 novembre 1918.
Du 12 décembre 1918 au 21 mars 1919, Hahn est membre du comité des conseils de soldats du Wurtemberg. Le 11 décembre 1918, il participe à l'organisation des forces de sécurité. Avec sa compagnie, il participe à la répression de la révolte spartakiste à Stuttgart et applique la ligne centrale des forces de sécurité à Stuttgart qui avait été mise en place par le 13e corps d'armée. Ces forces de sécurité prennent également parti contre la république des conseils de Bavière.
Après la prise en charge des forces de sécurité au sein de la Reichswehr, Hahn reste directeur de police à Stuttgart. En tant que chef du bureau central local des associations de défense des habitants (de), il soutient le gouvernement allemand, qui a trouvé refuge à Stuttgart lors du putsch de Kapp. En avril 1922, Hahn est démis de ses fonctions à cause de désaccords avec le ministre de l'Intérieur du Wurtemberg Eugen Graf (de) et la fraction SPD. Il s'arrête en mars 1923.
Hahn reprend une activité artistique, il est designer notamment des meubles Knoll.
En 1935, Hahn est embauché par Bosch. Il travaille pour la fondation Robert-Bosch (de) à la construction de l'hôpital (de) à Stuttgart. Il est ainsi en contact avec la résistance au nazisme, notamment Carl Friedrich Goerdeler. Après le complot du 20 juillet 1944, Hahn est arrêté le 8 août puis condamné par le Volksgerichtshof le 28 février 1945 à trois ans de prison et amené à la prison de Brandebourg.
Après la Seconde Guerre mondiale, Paul Hahn revient à Stuttgart, où de juin à septembre 1945 il est chef de la police d'État du Wurtemberg dans la zone d'occupation française. Après des différends avec les forces d'occupation américaines, il démissionne et prend sa retraite.